# Trioza kilimanjarica
Trioza kilimanjarica är en insektsart som beskrevs av Jennifer L. Hollis 1984. Trioza kilimanjarica ingår i släktet Trioza och familjen spetsbladloppor.
Artens utbredningsområde är Tanzania. Inga underarter finns listade i Catalogue of Life.